# Cerithideopsis largillierti
Cerithideopsis largillierti is een slakkensoort uit de familie van de Potamididae. De wetenschappelijke naam van de soort is voor het eerst geldig gepubliceerd in 1848 door Philippi als Cerithium (Potamides) largillierti.